# Demetri de Rússia

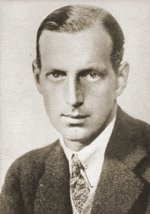
El gran duc Demetri de Rússia.

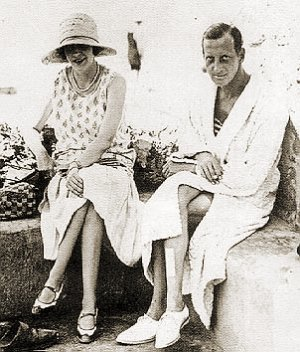
El gran duc i la seva muller el 1927.

El Gran Duc Demetri Pàvlovitx de Rússia (Ilinskoye, 18 de setembre 1891 – Davos, Suïssa, 5 de març de 1942). Gran duc de Rússia amb el grau d'altesa reial. Un dels pocs supervivents de la caiguda dels Romanov de Rússia.
Nascut el 18 de setembre de 1891 a la immensa finca rural d'Ilinskoye era fill del gran duc Pau de Rússia i de la princesa Alexandra de Grècia. Era, en conseqüència, net del tsar Alexandre II de Rússia i de la princesa Maria de Hessen-Darmstadt per part de pare, mentre que per part de mare ho era del rei Jordi I de Grècia i de la gran duquessa Olga de Rússia.
En el seu naixement hi morí la seva mare que sense recursos mèdics no havia sobreviscut a un part difícil en una extensa propietat rural del centre de Rússia. La mort de la seva mare feu que el gran duc i la seva germana, la gran duquessa Maria de Rússia, fossin educats pels seus oncles, el gran duc Sergi de Rússia i la princesa Elisabet de Hessen-Darmstadt.
Aviat el seu pare es tornà a enamorar i contragué matrimoni morganàticament la qual cosa li suposà haver d'exiliar-se del país l'any 1901. L'any 1905 el seu tutor, el gran duc Sergi de Rússia, moria assassinat per un jueu anarquista a la Plaça Roja de Moscou davant del Kremlin. La mort del seu oncle, precipità la conversió monàstica de la princesa Elisabet de Hessen-Darmstadt. Aquest fet feu que Demetri entrés a l'exèrcit tsarista i s'acostés més al cercle familiar del tsar Nicolau II de Rússia que a partir d'aquell moment s'encarregaria de tutorejar-lo.
Participà en dues proves del programa d'hípica dels Jocs Olímpics d'Estocolm de 1912. Al llarg de la seva vida tingué nombroses relacions entre les quals destaquen Pauline Fairfax Potter, la comtessa Natàlia esposa del gran duc Miquel de Rússia, o la modista Coco Channel. Però també destaquen la relació que mantingué amb el príncep Fèlix Jusupov l'hivern de 1912-1913.
L'entrada al cercle reduït del Palau Alexandre de Tsàrskoie Seló feu, segons indiquen nombroses proves, que molt veiessin en Dimitri un possible hereu a l'Imperi a través d'una aliança matrimonial amb la filla gran del tsar, la gran duquessa Olga de Rússia. Davant de la malaltia del tsarevitx Aleix de Rússia, Demetri i Olga semblaven els candidats ideals. A més a més, Olga ja havia rebutjat nombroses propostes matrimonials entre les quals s'hi trobaven les del rei Carles II de Romania i les del rei Eduard VIII del Regne Unit.
Malgrat tot, la participació de Dimitri a l'assassinat de Rasputín, segons sembla més incidental que res, el feu caure amb desgràcia. L'assassinat del monjo Rasputín fou tramat pel príncep Fèlix Jusupov espòs de la princesa Irina filla de la gran duquessa Xènia de Rússia i neboda del tsar Nicolau II de Rússia. La necessitat d'aconseguir un cotxe per transportar el cos de Rasputín i el fet que en plena Primera Guerra Mundial únicament ells cotxes amb l'estandard imperial poguessin circular sense pegues feu que se cerques a Dimitri per acomplir l'objectiu. Quan Nicolau II de Rússia sabé de la participació de Dimitri a l'assassinat, aquest l'exilià a la frontera russopersa la qual cosa el salvà d'una mort segura en mans dels bolxevics.
Els britànics el transportaren a Londres via Teheran i Bombai. S'establí a París on ell i la seva germana entraren en el món de la moda on conegueren a Coco Channel que gràcies a ells pogué traure al mercat el perfum mundialment conegut Channel Nº5.
L'any 1926, Dimitri es casà a Biarritz amb la multimillonària nord-americana Audrey Emery. El matrimoni durà escassps dos anys malgrat que el divorci no aparegué fins a l'any 1937. La parella tingué un únic fill: 
- SAS el príncep Pau R. Ilynsky creat príncep Romanovski-Iljinski. Nasqué el 1928 a Londres i morí el 2005 a Palm Beach Florida. Es casà en dues ocasions, primer amb Mary Evelyn Prince el 1949 i segon amb Angelica Philippa Kauffman el 1952. Esdevingué alcalde de Palm Beach.

Durant els anys 1930 es veié embolicat amb moviments feixistes que pretenia una restauració de la Rússia tsarista. El líder del moviment era Alexander Kazen-Bek sobre el que s'ha especulat molt pel fet de ser un prusumpte agent soviètic enviat per desestabilitzar la resistència tsarista a l'exterior. Malgrat que Dimitri rebutjà públicament el moviment nacionalsocilista molts aristòcrates russos emprengueren les armes alemanyes contra l'URSS.
Tot i els interessos atlètics de Dimitri, la seva salut s'havia vist molt empitjorada arran de l'agreujament de la seva tuberculosi crònica per la qual hagué d'ingressar en un hospital. Molt s'especulà sobre una possible restauració del tsarisme a Rússia de mans de Hitler.
Després de la guerra, Demetri fou enterrat al Panteó del Palau de Mainau propietat del comte Lennart Bernadotte, fill de la gran duquessa Maria de Rússia i nebot de Demetri.